# Spökskrivare
En spökskrivare, från engelskans ghostwriter, är en författare som anonymt skriver böcker, artiklar eller tal i någon annans namn. Till vardags används begreppet även om en författare vars samarbete med klienten är känt.
Spökskrivaren sägs skriva under allonym, namnet på en annan, existerande person. Detta skiljer sig från att skriva under pseudonym, vilket innebär att skriva under påhittat namn.
Ett exempel på en spökskrivare är Randy Fitzsimmons som sägs vara bandet The Hives grundare och låtskrivare.
Inom produktionen av tecknade serier förekommer det motsvarande begreppet spöktecknare.
Våren 2008 sände kulturmagasinet Kobra på SVT ett avsnitt om spökskrivare.

## Uppmärksammade spökskrivare
- Jenny Dahlberg
- Leone Milton
- Ritva Sarkola (åt Tuula Sariola)[3]
- Helena Sigander